# 馬頭山 (高雄市)
馬頭山，又名銀錠山，是位於臺灣高雄市內門區、田寮區與旗山區交界處的一座山峰，因其外型而得名。該地區曾因被劃為垃圾掩埋場預定地，引發當地居民抗爭。今劃入高雄泥岩惡地地質公園範圍中，為穿山甲、厚圓澤蟹、食蟹獴等保育動物之棲息地。

## 地理環境
馬頭山位於臺灣高雄市內門區、田寮區與旗山區交界處，因外型似馬而得名；但若自田寮向旗山方向，山勢像銀錠，故又稱銀錠山:78。其介於阿里山山脈及新化丘陵間，北有內門盆地、南側則為中寮山，海拔219公尺:2.2-2.4。其地層主要屬於位於臺灣本島西南部、中新世晚期至更新世間形成、以厚層泥岩為主的「古亭坑層」:2.10，然而泥岩層中也夾雜了狀似凸透鏡的透鏡體砂岩，透水性佳、能涵養水份，使當地水源穩定，形成豐富生態系:79。
馬頭山位於二仁溪上游，為3條二仁溪支流包圍，分別為東北側下崁溪、西北側打廓溪，以及南側二仁溪無名支流。東南側武鹿坑溪則屬高屏溪流域:2.23-2.27。

## 生態景觀
馬頭山優勢植物相為刺竹林，銀合歡次之；維管束植物約可紀錄80科300餘種，其中有國家易危等級植物瓜葉馬兜鈴（Aristolochia cucurbitifolia Hayata）、石蟾蜍（Stephania tetrandra S. Moore）、澤瀉蕨（Parahemionitis arifolia(Burm. f.) Panigrahi）、大葉捕魚木（Grewia eriocarpa Juss.）；以及國家接近受脅等級的四重溪脈葉蘭（Nervilia crociformis (Zoll. & Moritzi) Seidenf.）、土肉桂（Cinnamomum osmophloeum Kaneh.）、毛豇豆（Dysolobium pilosum J.G. Klein ex Willd.) Maréchal）、岩生秋海棠（Begonia ravenii C.I Peng & Y.K. Chen）、小葉朴（Celtis nervosa Hemsl.）等:3.1, 3.4。
記錄在案的保育類動物共有23種，包括臺灣一級保育類草鴞、二級保育類穿山甲，以及三級保育類食蟹獴。有紀錄的鳥類70餘種，哺乳類、兩棲類、爬蟲類各10餘種、昆蟲60餘種、水生物20餘種:4.7, 4.18, 4.39, 4.46, 4.56。台28線車流造成的路殺及家犬、家貓攻擊為各類野生動物的主要威脅來源，2023年已著手建置生態廊道以改善路殺問題:4.80。

## 開發爭議
2015年，馬頭山曾被選為為富駿公司乙級事業廢棄物掩埋場預定地。由于担心影响地下水质、破坏生物栖息地以及危及周边花卉农业，当地居民发起抗议反对。2021年，掩埋場開發案進入二階環評暫緩，同一公司另提畜牧場開發案。居民則訴求與鄰近的龍崎、內門一併劃為地質公園或保留區，成立成立人文生態園區。